# Clacton-on-Sea
Clacton-on-Sea – miasto w Anglii, w hrabstwie Essex, w dystrykcie Tendring, położone nad Morzem Północnym. W 2011 roku liczyło 50 548 mieszkańców.
Miasto założone zostało w 1871 roku i rozwinęło się jako ośrodek turystyczny. Szczyt popularności przeżywało w latach 60. XX wieku.
W mieście rozwinął się przemysł meblarski.